# Grêmio Esportivo Quintino Bocaiuva
Grêmio Esportivo Quintino Bocaiúva, também conhecido apenas como Grêmio de Quintino, foi um clube multiesportivo brasileiro, com sede no bairro de Quintino, na cidade do Rio de Janeiro - RJ.

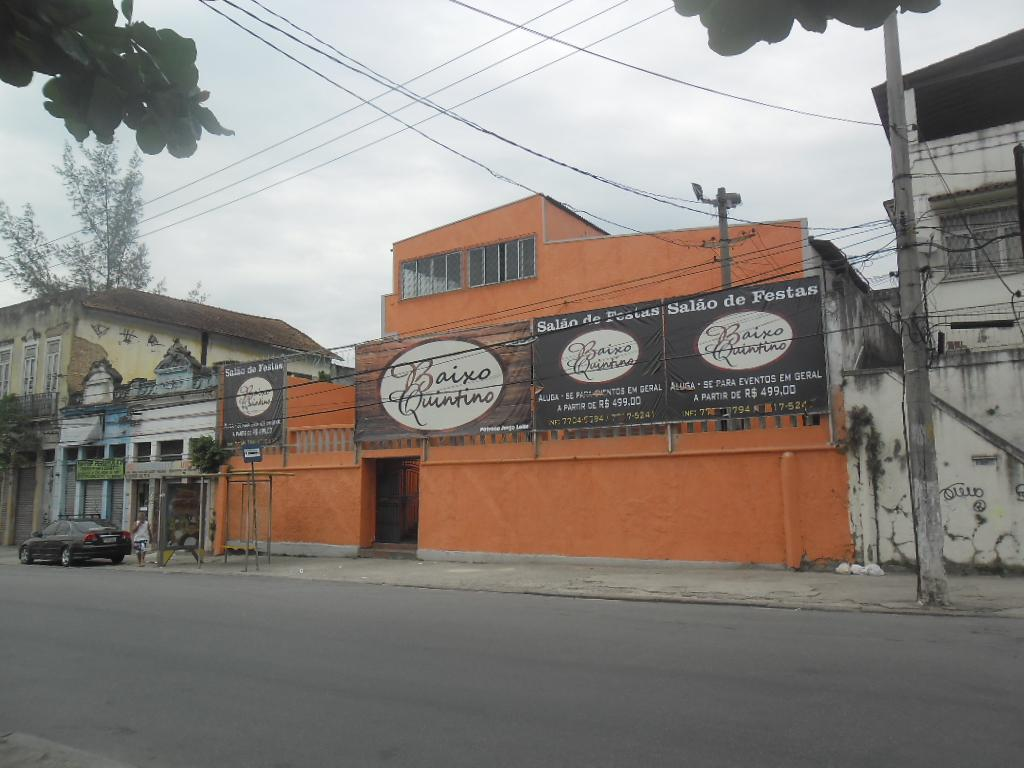
Prédio do Grêmio de Quintino, em 2012, sob a denominação "Baixo Quintino".

Sua antiga sede se localiza na Rua Nerval de Gouveia, nº 13, em frente à Estação Quintino, que é contígua com a Rua Elias da Silva. Anteriormente, a sede era parte desta última. Entre suas atividades praticadas, estava o voleibol.
O clube foi o primeiro campeão carioca de basquete feminino em 1952, e vice-campeão no ano seguinte, quando sua jogadora Ivone foi a cestinha da competição, com 161 pontos.
Também possuía equipe de futebol, jogando campeonatos amadores menores. O campo utilizado era o da Escola 15 de Novembro, atual ETE República, dentro do campus da FAETEC Quintino.
O Grêmio era ligado ao político Jorge Leite, e entrou em decadência ao mesmo tempo em que este perdeu prestígio eleitoral. Sua antiga sede ainda é conhecida popularmente pelo nome de Grêmio de Quintino, e alugada para eventos. Em 2012, o nome "Baixo Quintino" foi usado comercialmente.